# Art créé par intelligence artificielle

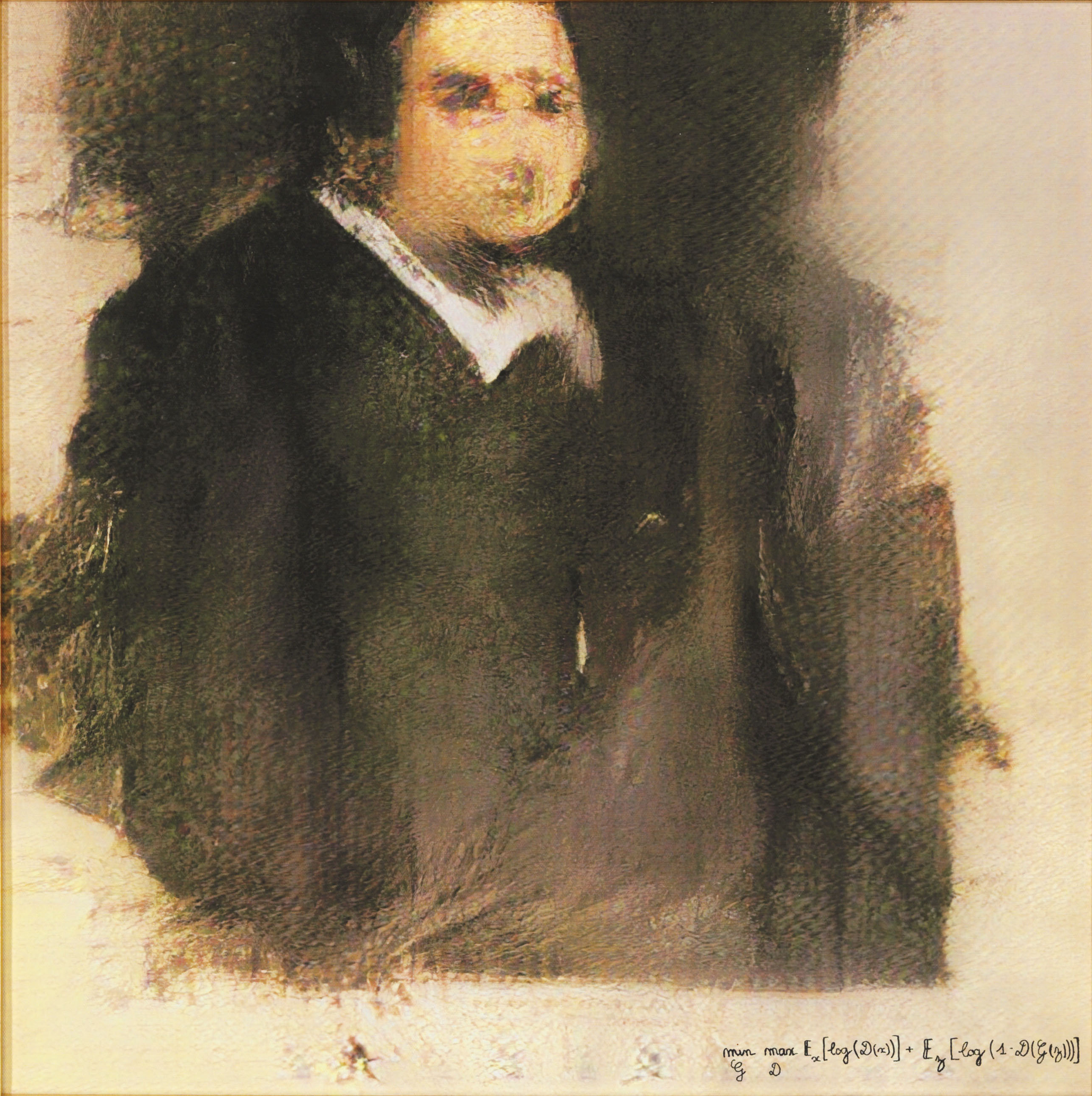
Portrait d'Edmond de Belamy, œuvre créée grâce à une intelligence artificielle par le collectif français Obvious en 2018.

L'art créé par intelligence artificielle (en anglais : artificial intelligence art ou AI art) est toute œuvre d'art créée par une personne en utilisant une intelligence artificielle.

## Historique
Il existe de nombreux mécanismes pour créer de l'art IA, notamment la génération procédurale d'images basée sur des règles à l'aide de modèles mathématiques, des algorithmes qui simulent des coups de pinceau et d'autres effets de peinture, et des algorithmes d'intelligence artificielle ou d'apprentissage profond tels que les réseaux antagonistes génératifs et les transformateurs.
L'un des premiers systèmes artistiques d'IA significatifs est AARON, développé par Harold Cohen à partir de la fin des années 1960. AARON est l'exemple le plus notable d'art d'IA à l'ère de la programmation GOFAI en raison de son utilisation d'une approche basée sur des règles symboliques pour générer des images techniques. Cohen a développé AARON dans le but de pouvoir coder l'acte de dessiner. Dans sa forme primitive, AARON créait de simples dessins en noir et blanc. Cohen finissait ensuite les dessins en les peignant. Au fil des années, il a également commencé à développer un moyen pour qu'AARON puisse également peindre. Cohen a conçu AARON pour qu'il puisse peindre en utilisant des pinceaux et des colorants spéciaux choisis par le programme lui-même sans l'intervention de Cohen.
Depuis leur conception en 2014, les réseaux antagonistes génératifs (GAN) sont souvent utilisés par les artistes de l'IA. Ce système utilise un « générateur » pour créer de nouvelles images et un « discriminateur » pour décider quelles images créées sont considérées comme réussies. Des modèles plus récents utilisent le réseau adversarial génératif quantifié par vecteur et le pré-entraînement à l'image de la langue contrastive (VQGAN+CLIP).

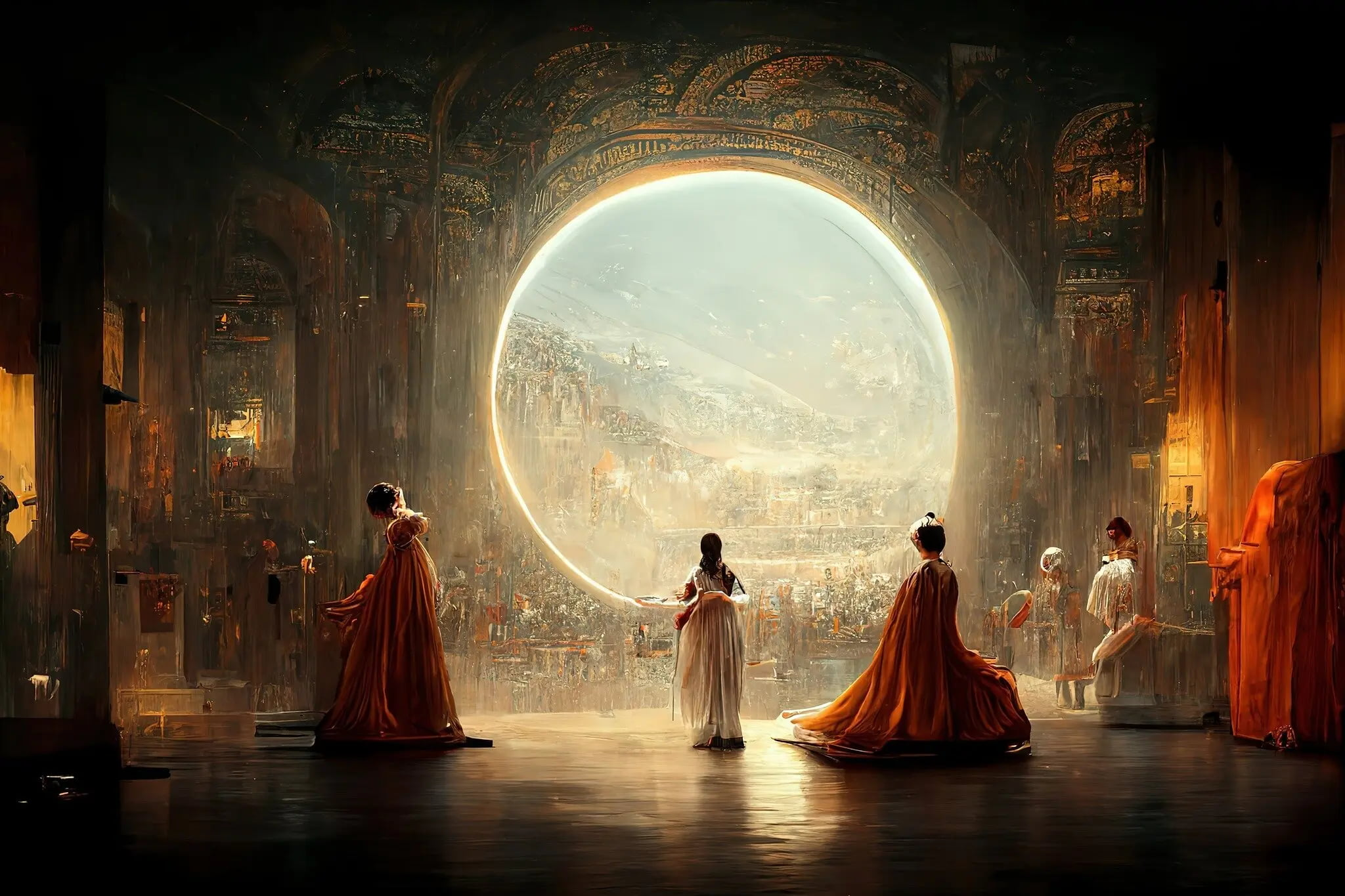
Théâtre d'opéra spatial, tableau généré via Midjourney par Jason M. Allen en 2022.

DeepDream, lancé par Google en 2015, utilise un réseau neuronal convolutif pour trouver et améliorer les motifs dans les images via la paréidolie algorithmique, créant ainsi un aspect psychédélique onirique dans les images délibérément sur-traitées,,.
Plusieurs programmes réalisés par de grandes entreprises utilisent l'IA pour générer des images à partir de textes écrits sur un clavier ou dictés par un utilisateur (le prompt art). Parmi eux, DALL-E d'OpenAI, qui a diffusé une série d'images en janvier 2021, Imagen and Parti de Google Brain, qui a été annoncé en mai 2022,, NUWA-Infinity de Microsoft, Midjourney (2022), Scrypr (2022), NightCafé (2019), ou Snowpixel (2021). Il existe de nombreux autres programmes de génération d'art par l'IA, y compris de simples applications mobiles destinées au grand public et des carnets de notes Jupyter, qui nécessitent de puissants GPU pour fonctionner efficacement, notamment StyleGAN et Stable Diffusion.

## Œuvres notables

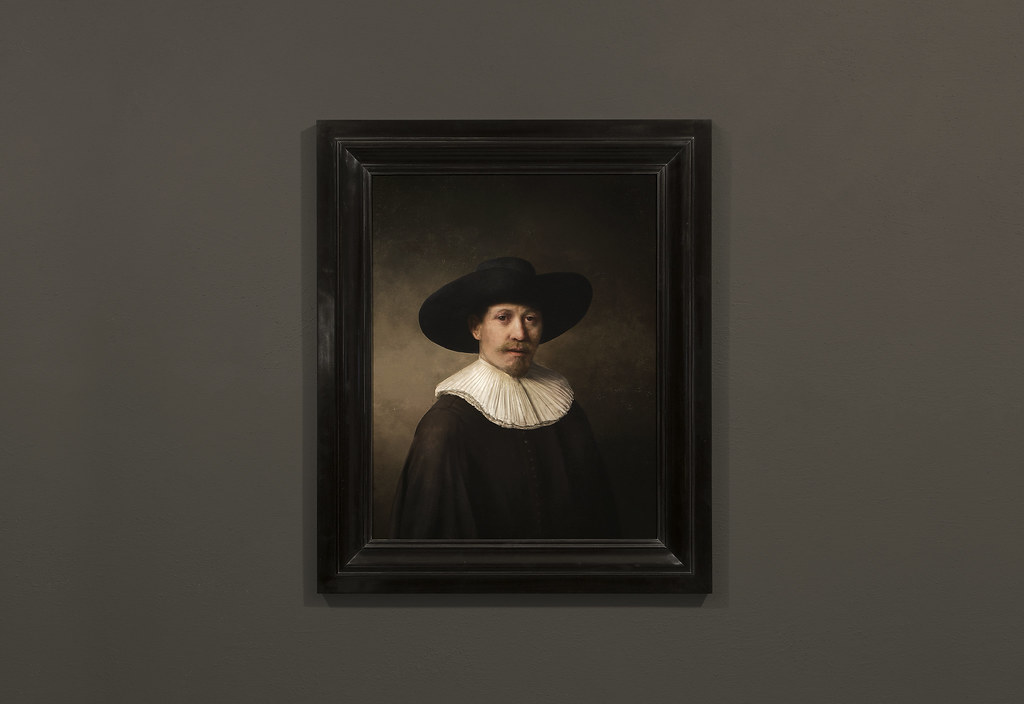
Le Prochain Rembrandt, créé en 2016 par l'agence J. Walter Thompson Amsterdam.

Ce mouvement qui pousse certains artistes à mettre l'IA à leur service porte le nom de GANisme, d'Art IA ou encore de Prompt Art.
En 2008, Fabien Giraud et Raphael Siboni exposent Last manoeuvres in the dark au Palais de Tokyo dans le cadre de l'exposition Hyperdome. Il s'agit d'une installation générant de la musique grâce à des réseaux de neurones artificiels distribués dans différents volumes.
À partir de 2009, l'artiste Grégory Chatonsky et le musicien Olivier Alary développent , un groupe de rock génératif grâce à des neurones artificiels. À la suite de son exposition Terre seconde au Palais de Tokyo en 2019, il publie en 2022, Internes, le premier roman en langue française co-écrit avec une intelligence artificielle inductive.[réf. nécessaire]
En 2016, l'agence néerlandaise J. Walter Thompson Amsterdam utilise des algorithmes d'apprentissage profond et des techniques de reconnaissance faciale pour concevoir Le Prochain Rembrandt, créé à partir de données sur les techniques et méthodes de travail du peintre néerlandais Rembrandt,.
Memo Atken, artiste turque, crée en 2017 Learning to see, une installation qui traite en temps réel des objets posés sous une caméra et propose une vue interprétée en paysage marin, floral ou de feu. L'artiste français Patrick Tresset, qui a étudié en même temps que Memo Atken au Goldsmiths College, présente aussi en 2017 l'œuvre Delusions. Cette œuvre utilise un principe similaire, mais cette fois-ci, elle est entraînée avec des photos de visages et des dessins produits par des robots.
La même année, Justine Emard, artiste française réalise le film Co(AI)xistence mettant en scène un robot humanoïde doté d'une intelligence artificielle et un acteur japonais. En 2020, elle créé une œuvre en verre soufflée illuminée, Supraorganism, dont les lumières internes s'activent grâce à une intelligence artificielle qui apprend d'un essaim d'abeille.
En 2018, le collectif parisien Obvious, crée le Portrait d'Edmond de Belamy, vendu 432 000 € aux enchères,.

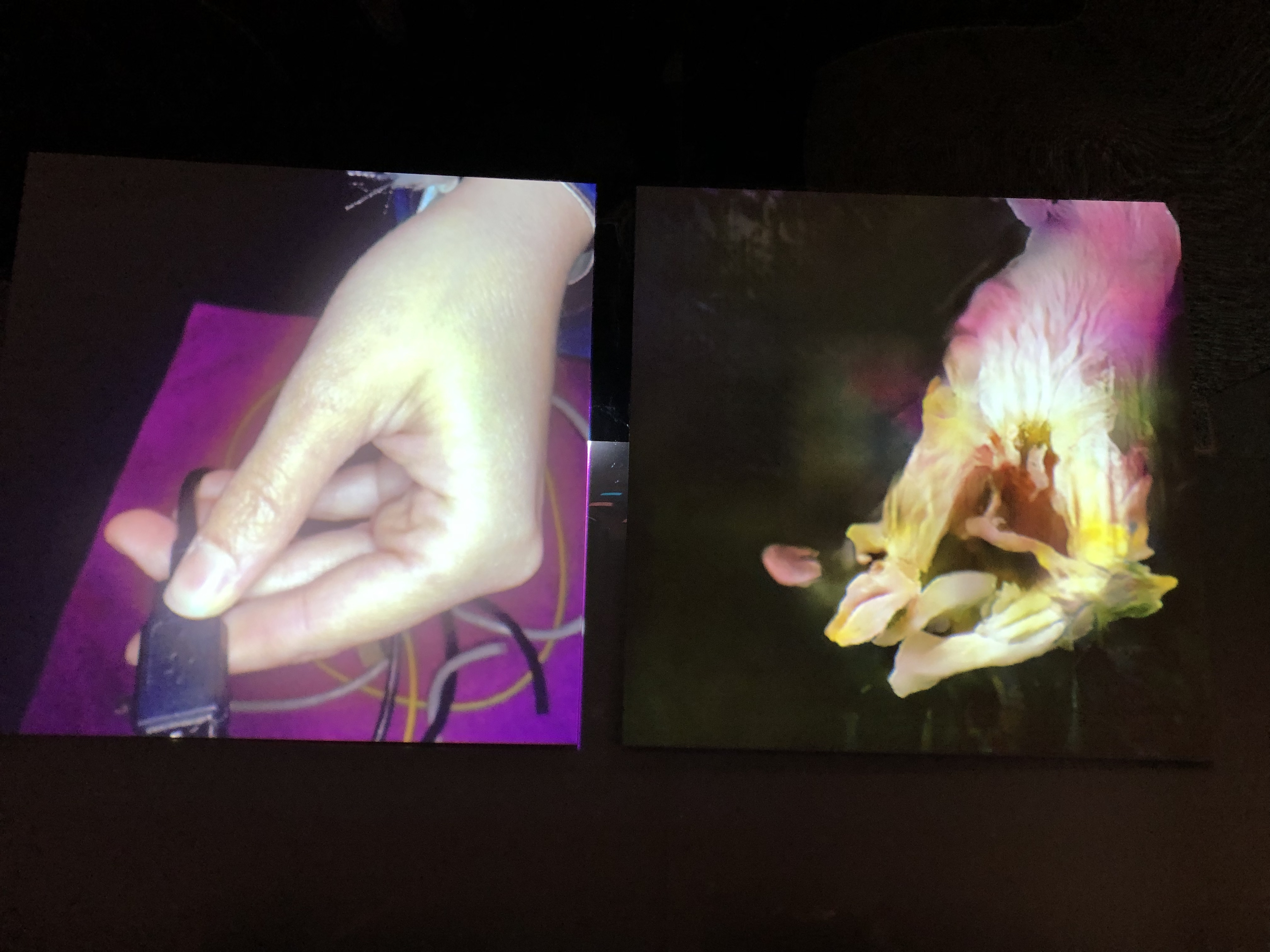
Learning to See, Memo Atken 2017

Le 26 août 2022, une œuvre générée par une intelligence artificielle gagne un concours amateur de beaux-arts dans une manifestation de rodéo, la Colorado State Fair Fine Arts Competition (Colorado, États-Unis) : Théâtre D’opéra Spatial, de Jason M. Allen, générée par Midjourney. Le jury et les autres artistes n'étaient pas au courant que cette œuvre avait été conçue artificiellement, ce qui a généré une polémique autour de la qualification d'art une œuvre qui n'a pas été complètement produite de la main et de l'esprit d'un artiste, et qui utilise d'autres images existantes, ce qui pose la question du plagiat. Les organisateurs de la compétition ont dû revoir les termes des modalités du concours pour l'année suivante.
| Image externe |                                                                  |
|               | Fausses images d'actualité générées avec Midjourney (mars 2023). |

En mars 2023, un pas supplémentaire est franchi avec la sortie de la cinquième version de Midjourney : le président Macron ramassant des poubelles, Donald Trump arrêté par des policiers, le Pape habillé en doudoune blanche… Ces fausses images d'actualité hyperréalistes tournent en boucle sur les réseaux sociaux et posent la question du détournement de leur emploi :  deepfakes, manipulation de l'opinion. De plus en plus de voix s'élèvent pour que l'usage des images générées par AI soit contrôlé et réglementé.

## Outils

### Impact et applications
L'exposition Thinking Machines : Art and Design in the Computer Age, 1959-1989 au MoMA a donné un aperçu des applications de l'IA pour l'art, l'architecture et le design. Parmi les expositions présentant l'utilisation de l'IA pour la production d'œuvres d'art, citons la soirée de bienfaisance et la vente aux enchères organisées en 2016 par Google à la Gray Area Foundation de San Francisco, au cours desquelles des artistes ont expérimenté l'algorithme DeepDream, et l'exposition de 2017 Unhuman : Art in the Age of AI, qui s'est tenue à Los Angeles et à Francfort. Au printemps 2018, l' Association for Computing Machinery a consacré un numéro de son magazine au thème des ordinateurs et de l'art. En juin 2018, Duet for Human and Machine, une œuvre d'art permettant aux spectateurs d'interagir avec une intelligence artificielle, a été présentée pour la première fois au Beall Center for Art + Technology. L'exposition autrichienne Ars Electronica et le musée des arts appliqués de Vienne ont inauguré des expositions sur l'IA en 2019. Le festival 2019 d'Ars Electronica "Out of the box" a exploré le rôle de l'art dans une transformation sociétale durable.
Les exemples d'une telle augmentation peuvent inclure, par exemple, l'expansion de genres de niche non commerciaux (des exemples courants sont les dérivés du cyberpunk comme le solarpunk) par des amateurs, des divertissements inédits, des jeux d'imagination inédits pour les enfants, un prototypage très rapide, l'augmentation de l'accessibilité à la création artistique et de la production artistique par effort et/ou dépenses et/ou temps - par exemple en générant des ébauches, des inspirations, des définitions d'ébauches et des composants d'image (Inpainting).
Les « médias synthétiques », qui comprennent l'art de l'IA, ont été décrits en 2022 comme une tendance technologique majeure, qui affectera les entreprises dans les années à venir.

### Ingénierie et partage
Il existe des plateformes de partage, d'échange, de recherche, de forgeage/affinage et/ou de collaboration sur des messages-guides pour générer des images spécifiques à partir de générateurs d'images. Les messages-guides sont souvent partagés avec des images sur des sites web de partage d'images tels que Reddit et des sites web consacrés à l'art de l'intelligence artificielle. Elles ne constituent pas l'intégralité des données ou des détails utilisés pour la génération d'images,.

### Développement
Des fonctionnalités supplémentaires sont en cours de développement et peuvent améliorer diverses applications ou en permettre de nouvelles - telles que l'"inversion textuelle", qui permet d'utiliser des concepts fournis par l'utilisateur (comme un objet ou un style) appris à partir de quelques images. Avec l'inversion textuelle, il est possible de générer de nouvelles œuvres d'art personnalisées à partir du ou des mots associés (les mots clés qui ont été attribués au concept appris, souvent abstrait) et de l'extension ou de l'affinement du modèle (voir aussi : DreamBooth).
Les images générées sont parfois utilisées comme esquisses ou expérimentations à faible coût ou illustration d’idées de validation de concept – des fonctionnalités ou des améliorations supplémentaires peuvent également être liées à l’édition manuelle post-génération (polissage ou utilisation artistique) d’œuvres d’art basées sur des invites (comme le peaufinage ultérieur avec un éditeur d’image). Dans le cas de Stable Diffusion, le principal modèle pré-formé est partagé sur le Hugging Face Hub.

### Musique
Un élément clé de ce domaine est le développement de logiciels de musique qui utilisent l’IA pour produire de la musique. Comme pour les applications dans d’autres domaines, l’IA en musique simule également des tâches mentales. Une caractéristique importante est la capacité d’un algorithme d’IA à apprendre à partir de données passées, comme dans la technologie d’accompagnement informatique, où l’IA est capable d’écouter un interprète humain et d’effectuer l’accompagnement. L’intelligence artificielle stimule également la technologie de composition interactive, dans laquelle un ordinateur compose de la musique en réponse à une performance en direct. Suno est l'une des IA qui excelle à cette tâche. Il existe d’autres applications de l’intelligence artificielle dans la musique qui couvrent non seulement la composition, la production et la performance musicale, mais aussi la façon dont la musique est commercialisée et consommée. Plusieurs programmes de lecteur de musique ont également été développés pour utiliser la reconnaissance vocale et la technologie de traitement du langage naturel pour le contrôle de la voix musicale.
Par exemple, l’intelligence artificielle peut être utilisée dans la génération ajustable de nouveaux sons et échantillons qui peuvent être utilisés par les artistes pour les pistes musicales.
En 2023, l'intelligence artificielle est également utilisée pour changer les voix dans la musique. Ainsi, des beatmakers et/ou chanteurs amateurs développent une chanson et modifient ensuite leur propre voix en celles d'artistes connus, principalement rappeurs, créant des morceaux inexistants. Ainsi, l'un des plus gros succès du genre, Enfant du ghetto, avec les voix synthétisées de Tiakola et Ninho, cumule près de 700 000 vues sur YouTube en trois semaines. Angèle a réagi à sa "reprise" de Saiyan de Gazo et Heuss l'Enfoiré, « Je ne sais pas quoi penser de l’intelligence artificielle. Je trouve que c’est une dinguerie. Mais en même temps, j’ai peur pour mon métier », bluffée par la précision du rythme, de la mélodie et de sa voix. Le morceau dépasse le million de vues sur la plateforme, et la chanteuse pourrait sortir le morceau, les deux rappeurs l'ayant partagé en story Instagram.

### Autre
Certains prototypes de robots peuvent créer ce qui est considéré comme des formes d’art, comme des robots de cuisine dynamiques qui peuvent goûter et réajuster.
Il y a aussi l’écriture assistée par l’IA au-delà de l’édition (y compris le soutien à la génération d’histoires fictives comme l’aide au blocage de l’auteur, l’inspiration ou la réécriture de segments).
L’IA pourrait être et a été utilisée dans l’art des jeux vidéo au-delà de l’imagerie seulement, en particulier pour la conception de niveaux (p. ex., pour les cartes personnalisées) et la création de nouveau contenu ou d’histoires interactives dans les jeux vidéo.

## Débats, critiques et controverses

### Droits d'auteurs
La définition de la créativité, et ses enjeux juridiques et commerciaux sont encore débattus. Le cas des parodies et pastiches, à la suite de la jurisprudence peut à certaines conditions être reconnu comme relevant de l'art, mais notamment depuis que des artistes utilisent l’IA pour créer de l’art à la fin du XXe siècle et plus récemment pour créer des NFTs liées à une Blockchain, la publication et la commercialisation d’œuvres crées avec ou par l'IA fait débat. Dans les années 2020, on se demande encore si ces œuvres doivent ou non être définie comme « art » ; et quels seront leurs impacts sur les artistes.
Dès 1985, Pamela Samuelson, professeure de droit de la propriété intellectuelle, dans un article « Allocation des droits de propriété dans les œuvres générées par ordinateur » s’interrogeait sur la paternité des œuvres d’art générée par une IA : à qui revient le droit d'auteur quand l’œuvre d’art est créée par une intelligence artificielle? Selon elle, les droits de Propriété littéraire et artistique devraient être attribués à l’utilisateur du programme générateur. 
Près de 35 ans plus tard (2019), à la même question, un article de la Florida Law Review (2019) proposait pour la Floride trois choix possibles. 
1. l’intelligence artificielle elle-même, bien que n'étant pas une personne ou une organisation au sens classique du terme, deviendrait titulaire du droit d’auteur. Pour cela l’article 101 de la Loi sur le droit d’auteur devrait être modifié pour définir le terme « auteur » comme étant une personne physique ou un ordinateur.
2. l’utilisateur, le programmeur ou l’entreprise d’intelligence artificielle sont le(s) titulaire(s) du droit d’auteur),comme le proposait Samuelson. Ceci pourrait par exemple se faire en élargissant la doctrine du « travail pour compte d’autrui » (permettant que la propriété d’un droit d’auteur soit transférée à un « employeur ») ;
3. personne ne devient titulaire du droit d’auteur : l’œuvre est automatiquement versée dans le domaine public. L’argument ici est que parce qu’aucune personne « créé » l’œuvre d’art, personne ne peut ou ne devrait être titulaire du droit d’auteur[51].

En 2019, l’AIPPI (Association Internationale pour la Protection de la Propriété Intellectuelle, à Londres, a rendu un avis selon lequel l'IA n’implique aucun droit de propriété intellectuelle546 (« Le pinceau de Picasso n’a eu lui non plus droit à rien (...) il y a un faux problème si une personne manie son IA avec un soupçon d’originalité, elle peut signer l’œuvre et en obtenir les droits ; le problème gigantesque se dégonfle », mais un jour L’IA sera peut être « sortie du statut de bien, de chose appropriable, pour être détentrice et émettrice de droits ». 
En 2022, alors que l'IA va probablement aussi bouleverser le Droit et sa gestion, alors que des services de génération d’images IA grand public se démocratisent, alors que plusieurs millions d'images sont générées par IA chaque jour, de plus en plus difficiles à distinguer d'images réalisées par un humain, le débat sur la légalité et l’éthique de l’art généré par l’IA se poursuit. Et il est compliqué par une large diffusion d'« algorithmes évolutionnaires interactifs » permettant aux auteurs, designers et artistes de guider la progression d'une œuvre, via une interface homme-machine de plus en plus simple d'utilisation : En 2023, un simple agent conversationnel sert d'intermédiaire entre l'artiste et le logiciel "intelligent" qui crée le dessin (il y a co-création). De plus, le consensus juridique est que l'IA n'a ni désir de créer, ni d'intention créative ou artistique et ne crée que sur commande, or l'intention artistique est l'une des bases du droit intellectuel. Pourtant, par exemple dans le domaine de la production d'images, une créativité autonome de l'IA semble cependant émerger, et rapidement se développer. L'IA peut s'appuyer sur la logique floue et d'autres processus permettant une flexibilité et rapidité de raisonnement logiciel, bien plus que sur l'inspiration par copie ou collages (le principe du collage, quand il est détourné, ayant été lui même, bien avant la généralisation de l'informatique, considéré comme créatif, provocateur ou contestataire et utilisé par de nombreux artistes). L'IA va alors « bien au-delà de la simple assistance » ; elle produit des « œuvres sans auteurs » note le juriste Julien Cabay, selon qui aux États-Unis ou « en droit de l'Union européenne, la protection du droit d'auteur ne peut être accordée (de lege lata) et ne devrait pas être accordée (de lege ferenda) aux productions de l'intelligence artificielle », de la même manière que la Commission européenne a refusé de reconnaitre une « personnalité juridique spécifique aux robots ». Ce juriste rappelle que le contours du droit d’auteur a été conçu en fonction des capacités d’un être humain, avec une durée établi en fonction de la vie d’un être humain, avec des droits moraux intimement liés à la personne et un système de droits exclusifs d’exploitation destiné à couvrir les coûts (en temps notamment) de la création, alors que l'IA n'a pas de durée de vie a priori, ni droit moral (à ce jour), et qu'elle crée avec des coûts marginaux (en temps notamment) très faibles par rapport au temps nécessaire à la formation et au travail d'un artiste. Pour lui, « la production de l’IA, considérée isolément, doit rester dans le domaine public » et si en théorie, la coproduction d'une œuvre conjointement par une IA et un humain pourrait, dans l'UE, être protégée par le droit d’auteur (« Ce n’est qu’à travers le choix, la disposition et la combinaison de ces productions de l’IA qu’il est permis à l’auteur [humain] d’exprimer son esprit créateur de manière originale et d’aboutir à un résultat constituant une création intellectuelle »), Cabay doute qu'il soit possible de mesurer et distinguer l'importance quantitative de la production de l’IA sur la preuve de l’originalité.
Sauf quand la commande demandait une imitation explicite, les "emprunts" faits par les IA génératives avancées sont en effet aujourd'hui indétectables même par le concepteur de l'IA confronté à « l’inexplicabilité et l’opacité inhérentes à l’IA, qui lui valent d’ailleurs son qualificatif de "boîte noire" » ; les représentations visuelles à caractère "artistique" générées par IA sont issues de phases d'apprentissage et d'autoaprentissage (machine learning), par exemple basées sur l'analyse des productions de millions d'artistes, auteurs, designers, photographes, maquettistes et autres humains, morts ou vivants. L'allusion à ces œuvres pourrait être assimilée à une lointaine et globale inspiration, comme celle qui guide de nombreux artistes qui ont aussi appris de maîtres et prédécesseurs ou contemporains ; voire - quand l'emprunt est explicite - au principe admis du droit à la courte citation (si ce n'est que l'auteur original n'est généralement pas cité, mais alors reconnaissable dans le style de l’œuvre ; bien qu'en 2023, répondant à de premières critiques, utilisé par Bing, Chat GPT cite maintenant systématiquement ses sources lorsqu'il répond à des questions, et avec des liens pour y accéder).
En septembre 2022, Reema Selhi, de la Design and Artists Copyright Society regrette qu’« il n’y a aucune mesure de protection pour que les artistes puissent identifier les œuvres dans les bases de données qui sont utilisées et s’en retirer ». Certains prétendent que les images générées par ces modèles peuvent présenter une ressemblance étrange avec les œuvres existantes (parfois avec des restes de la signature de l’artiste original). En décembre, les utilisateurs de la plateforme de portfolio ArtStation manifestent en ligne contre des utilisations non consensuelles de leurs œuvres qui ont donné lieu à des refus, comme « Ai-je été formé ? » Certaines plateformes d’art en ligne promettent d’offrir leurs propres options de retrait. Pour l'Office du droit d’auteur des États-Unis, les programmes d’IA ne peuvent détenir un droit d’auteur.
En janvier 2023, trois artistes — Sarah Andersen, Kelly McKernan et Karla Ortiz — ont déposé une poursuite pour violation du droit d’auteur contre Stability AI, Midjourney et la plateforme DeviantArt, affirmant que ces entités ont violé les droits de millions d’artistes en utilisant cinq milliards d’images trouvées sur le web pour former des IA, sans le consentement des artistes originaux. Le même mois, Stability AI était aussi poursuivi par Getty Images pour avoir utilisé ses images dans les données de formation.

### Préoccupations quant aux répercussions sur les artistes
En 2022, certains artistes ont soulevé des préoccupations au sujet de l’impact que les générateurs d’images d’IA pourraient avoir sur leur capacité de gagner de l’argent, particulièrement si les images d’IA sont utilisées pour remplacer les artistes qui travaillent dans l’illustration et le design. En août 2022, une illustration IA textuelle a remporté le premier prix de 300 $ dans un concours d’art numérique à la Colorado State Fair. L’artiste numérique R. J. Palmer a déclaré en août 2022 que « je pourrais facilement imaginer un scénario où l’utilisation de l’intelligence artificielle par un seul artiste ou directeur artistique pourrait remplacer 5 à 10 artistes débutants... J’ai vu beaucoup d’auteurs auto-édités et ceux-ci disent combien il sera grand qu’ils n’ont pas besoin d’embaucher un artiste », ajoutant que « faire ce genre de travail pour les petits créateurs est comment beaucoup d’entre nous ont obtenu notre départ en tant qu’artistes professionnels. » L’artiste numérique polonais Greg Rutkowski a déclaré en septembre 2022 que « cela commence à ressembler à une menace pour nos carrières ». ajoutant qu’il est devenu plus difficile de rechercher son travail en ligne parce que beaucoup d’images retournées par les moteurs de recherche sont générés par des AI, parfois invitées à imiter le style d'un artiste non encore tombé dans le domaine public.

### Ressources radiophoniques
- Marie Sorbier, « L'intelligence artificielle peut-elle remplacer les artistes ? » [audio], émission Affaire en cours (6 min), France Culture, 25 mai 2022.
- Natacha Triou, « Intelligence artificielle : j'aurais voulu être un artiste » [audio], émission La science CQFD (58 min), France Culture, 8 septembre 2022.
- François Saltiel, « "IA Art" : comment la technologie révolutionne le geste artistique » [audio], émission Le Meilleur des mondes (58 min), France Culture, 9 septembre 2022.